# NGC 7131
NGC 7131 é uma galáxia lenticular (S0) localizada na direcção da constelação de Capricornus. Possui uma declinação de -13° 10' 56" e uma ascensão recta de 21 horas, 47 minutos e 36,0 segundos.
A galáxia NGC 7131 foi descoberta em 7 de Agosto de 1864 por Albert Marth.